# Steinkreis von Dromod
 Der von der Vegetation fast überwucherte Steinkreis von Dromod steht nördlich des Lough Currane im Townland Dromod (irisch An Dromaid) im Süden des County Kerry in Irland.

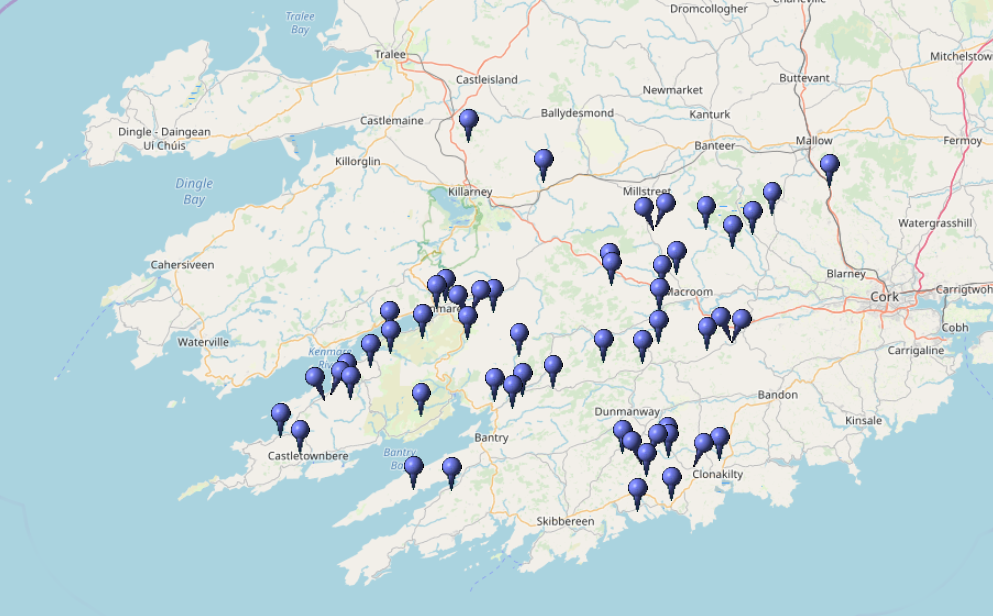
Axiale Steinkreise (ASC)

Einige Steine sind umgefallen. Es scheint sich um einen der multiplen Steinkreise (nach Seán Ó Nualláin auch Axial Stone Circle – axialer Steinkreis – ASC) zu handeln. Der niedrige Stein (in der Mitte) ist der Axialstein mit zwei Flankensteinen. In der Hecke im Norden befindet sich ein Ausreißer (englisch outlier).
In der Nähe stehen die Steinreihe von Dromkeare und der Oghamstein von Dromkeare.